# Märta Améen

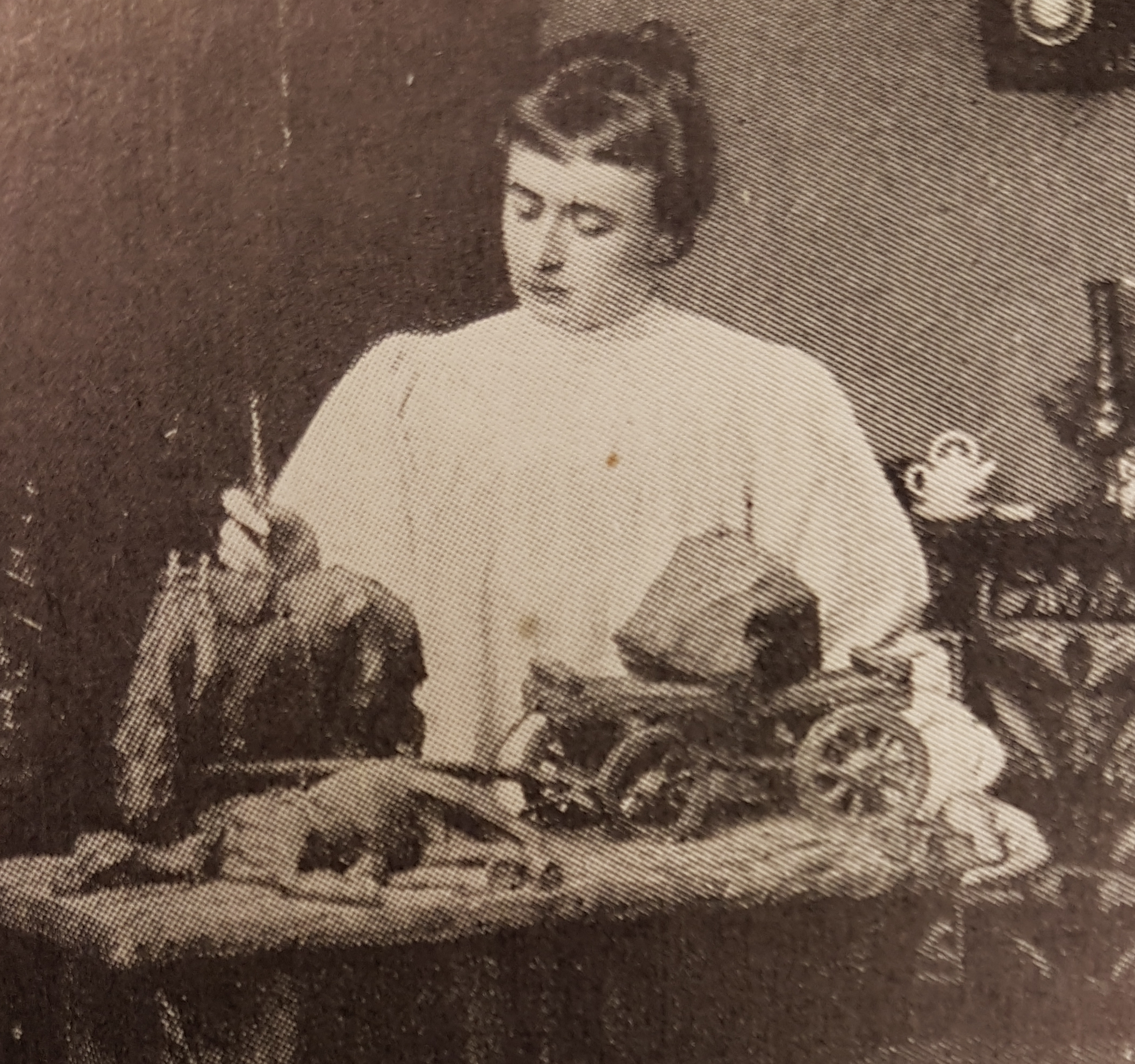
Märta Améen

Märta Augusta Karolina Emma Axelsdotter Améen, geborene Sparre (*  28. Februar 1871 in Wien; † 25. Juni 1940 bei Katrineholm, Schweden) war eine schwedische Bildhauerin und Malerin, die am Anfang des 20. Jh. durch ihre Darstellung kleinformatiger Pferdegruppen bekannt wurde.

## Leben und Wirken

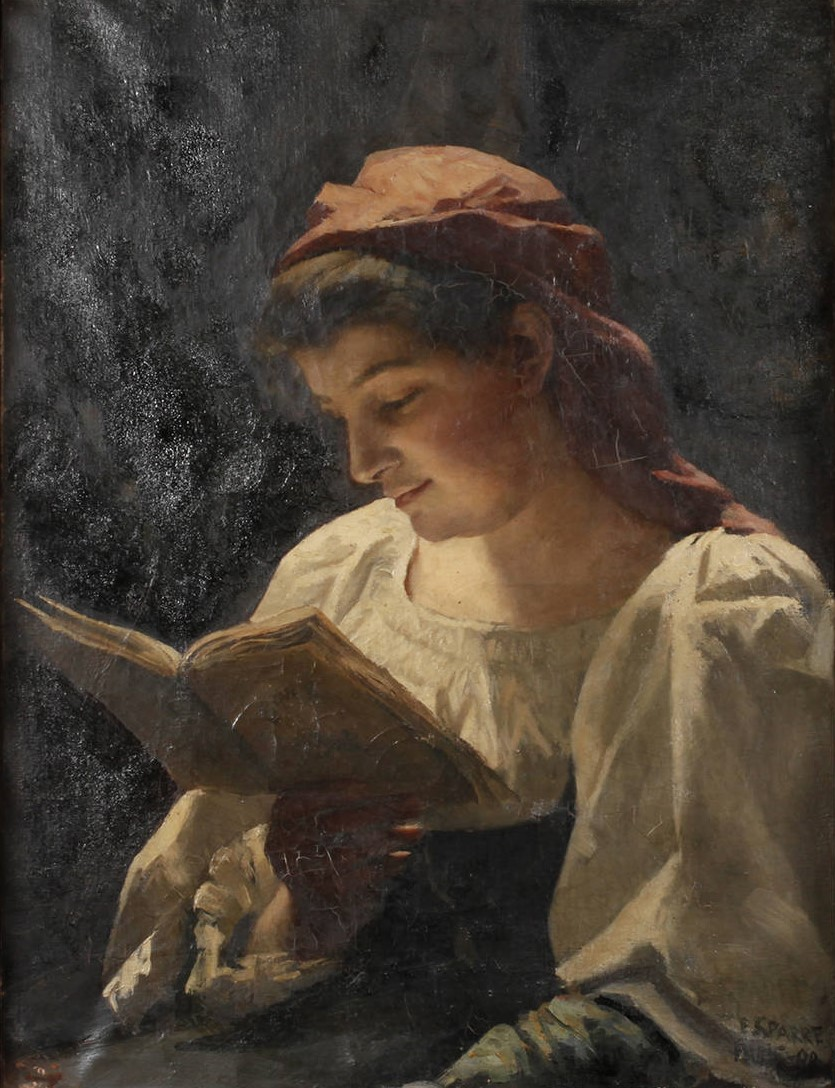
Lesendes Mädchen von Emma Sparre

Märta wurde am 28. Februar 1871 in Wien als die Tochter der Malerin Emma Sparre (1851–1913) und des Künstlers Carl Axel Ambjörn Sparre (1839–1910) geboren. Ab 1893 war sie mit dem schwedischen Generalmajor John Améen (1867–1930) verheiratet. Sie wuchs auf einem Bauerngut in Schweden auf, hatte aber durch ihre Eltern früh Kontakt zur Kunst und entwickelte ein Talent zum Zeichnen. Améen studierte ab 1888 in Paris Malerei an der Académie Colarossi, kam jedoch durch einen Besuch des Louvre zur Bildhauerei und feierte kurz darauf mit ihren Skulpturen erste Erfolge in den Kunstsalons von Paris. 
Améen zog wieder nach Schweden, wo sie in Stockholm arbeitete und durch Ausstellungen des schwedischen Kunsthändlers Theodor Blanch (1835–1911) Bekanntheit erlangte. So stellte sie z. B. 1902 in Paris auf dem Salon du Champ-de-Mars ihre bekannte Pferdegruppe Väntande på sin tur aus und erlangte dadurch hohe Aufmerksamkeit, in deren Folge sie an zahlreichen Ausstellungen in ganz Europa teilnahm und viele Reisen unternahm. Zu ihren weiteren Skulpturengruppen gehören u. a. schwedisch De gamla kamraterna, schwedisch I väg, schwedisch I sken, schwedisch Loppan und schwedisch Flugan. 
1908 illustrierte sie u. a. Selma Lagerlöfs (1858–1940) Roman Nils Holgersson.
Améen kehrte schließlich nach Schweden zurück, wo sie sich zunächst in Vadsbro und Nyköping aufhielt und dann in Barksäter in der Gemeinde Östra Vingåker bei Katrineholm niederließ, wo sie am 25. Juni 1940 starb. 

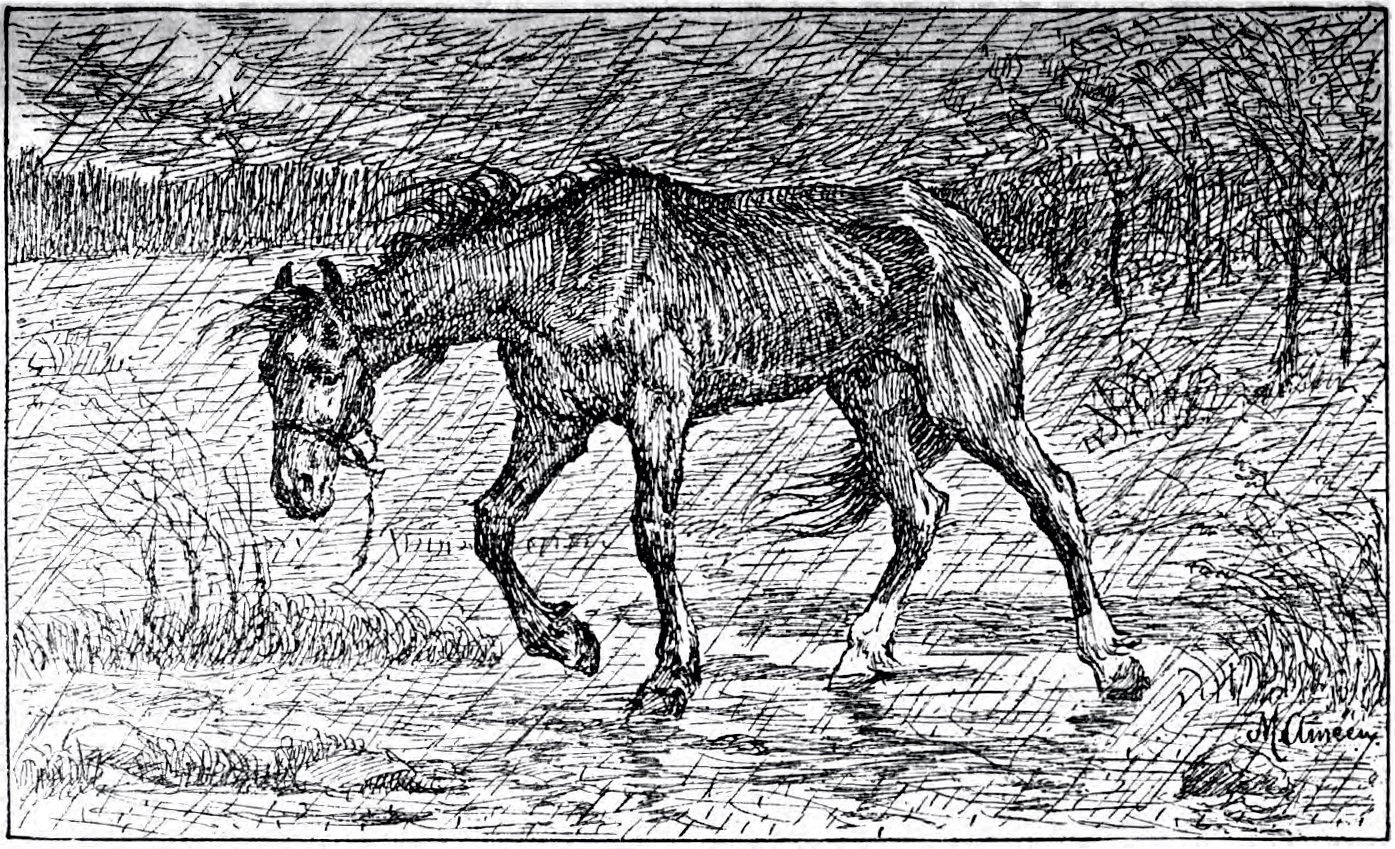
Illustration von Märta Améen in Nils Holgersson

## Werke(Beispiele)
- 1902: Pferdegruppe (Ausstellungsstück im schwedischen Nationalmuseum[4])
- 1911: Pferd mit Reiterin (Ausstellungsstück im schwedischen Militärmuseum[5])